# Pernambuco (piłkarz)
Pernambuco, właśc. José Vitor Rodrigues da Silva dos Santos (ur. 28 kwietnia 1998 w Ilha de Itamaracá) – brazylijski piłkarz, występujący na pozycji skrzydłowego w klubach brazylijskich, ukraińskim, gruzińskim, norweskim, mołdawskim, kazachskim i węgierskim.

## Kariera klubowa

### Portuguesa
W 2018 roku został przesunięty do pierwszego zespołu Portuguesa. Zadebiutował 10 lutego 2018 w meczu Paulista Série A2 przeciwko Votuporanguense (2:2).

### FK Lwów
22 lutego 2019 podpisał kontrakt z klubem FK Lwów. Zadebiutował 23 lutego 2019 w meczu Premier-liha przeciwko Czornomoreć Odessa (0:1). Pierwszą bramkę zdobył 30 lipca 2019 w meczu ligowym przeciwko Desna Czernihów (1:2).

### Dinamo Tbilisi
14 lutego 2020 został wysłany na wypożyczenie do drużyny Dinamo Tbilisi. Zadebiutował 25 czerwca 2020 w meczu Erownuli Liga przeciwko Saburtalo Tbilisi (0:3). Pierwszą bramkę zdobył 3 lipca 2020 w meczu ligowym przeciwko Lokomotiwi Tbilisi (4:0). 19 sierpnia 2020 zadebiutował w kwalifikacjach do Ligi Mistrzów UEFA w meczu przeciwko KF Tirana (0:2). 24 września 2020 zdobył pierwszą bramkę w kwalifikacjach do Ligi Europy UEFA w meczu przeciwko KÍ Klaksvík (6:1).

### FK Bodø/Glimt
27 marca 2021 udał się na wypożyczenie do zespołu FK Bodø/Glimt. Zadebiutował 13 czerwca 2021 w meczu Eliteserien przeciwko Mjøndalen IF (2:0). Pierwszą bramkę zdobył 7 lipca 2021 w meczu kwalifikacji do Ligi Mistrzów UEFA przeciwko Legii Warszawa (2:3).

### Sheriff Tyraspol
15 stycznia 2022 został wypożyczony z Bodø/Glimt do mołdawskiego Sheriffa Tyraspol.

### Kyzyłżar Petropawł
W 2023 występował dla kazachskiego Kyzyłżaru Petropawł.

### Diósgyőri VTK
17 sierpnia 2023 został piłkarzem węgierskiego Diósgyőri VTK.

## Statystyki
(aktualne na dzień 21 września 2021)
| Klub                  | Sezon              | Liga               | Liga  | Liga   | Puchar kraju | Puchar kraju | Europa | Europa | Suma  | Suma   |
| Klub                  | Sezon              | Liga               | Mecze | Bramki | Mecze        | Bramki       | Mecze  | Bramki | Mecze | Bramki |
| --------------------- | ------------------ | ------------------ | ----- | ------ | ------------ | ------------ | ------ | ------ | ----- | ------ |
| Portuguesa            | 2018               | Paulista Série A2  | 2     | 0      | 0            | 0            | –      | –      | 2     | 0      |
| Portuguesa            | Ogólnie            | Ogólnie            | 2     | 0      | 0            | 0            | 0      | 0      | 2     | 0      |
| FK Lwów               | 2018/19            | Premier-liha       | 12    | 0      | 1            | 0            | –      | –      | 13    | 0      |
| FK Lwów               | 2019/20            | Premier-liha       | 18    | 3      | 2            | 0            | –      | –      | 20    | 3      |
| FK Lwów               | Ogólnie            | Ogólnie            | 30    | 3      | 3            | 0            | 0      | 0      | 33    | 3      |
| Dinamo Tbilisi (wyp.) | 2020               | Erownuli Liga      | 14    | 2      | 1            | 0            | 3      | 1      | 18    | 3      |
| Dinamo Tbilisi (wyp.) | Ogólnie            | Ogólnie            | 14    | 2      | 1            | 0            | 3      | 1      | 18    | 3      |
| FK Bodø/Glimt (wyp.)  | 2021               | Eliteserien        | 8     | 0      | 0            | 0            | 3      | 1      | 11    | 1      |
| FK Bodø/Glimt (wyp.)  | Ogólnie            | Ogólnie            | 8     | 0      | 0            | 0            | 3      | 1      | 11    | 1      |
| Ogólnie w karierze    | Ogólnie w karierze | Ogólnie w karierze | 54    | 5      | 4            | 0            | 6      | 2      | 64    | 7      |

## Sukcesy

### Dinamo Tbilisi
- Mistrzostwo Gruzji (1×): 2020